# Motta Baluffi
Motta Baluffi (im lokalen Dialekt la Mòta) ist eine norditalienische Gemeinde (comune) mit 792 Einwohnern (Stand 31. Dezember 2023) in der Provinz Cremona in der Lombardei. Die Gemeinde liegt etwa 20 Kilometer ostsüdöstlich von Cremona am Po und grenzt unmittelbar an die Provinz Parma (Emilia-Romagna).